# Essity
Essity est une entreprise suédoise spécialisée dans la fabrication de produits d'hygiène, notamment des mouchoirs, protège-slip et couche-culottes. Elle est issue de la scission des activités hygiènes de Svenska Cellulosa Aktiebolaget (SCA).

## Histoire
En 2023, elle employait 36 000 salariés.
En décembre 2021, Essity annonce l'acquisition d'Hydrofera, une entreprise américaine spécialisée dans les bandages, pour 116 millions de dollars.

## Marques du groupe
- Lotus (papier toilette et mouchoirs)
- Zewa (papier toilette et essuie-tout)
- Okay (essuie-tout)
- Tena (Protection hygiénique).
- Nana (Protection hygiénique).
- Saba
- Tork (hygiène professionnelle)
- Leukoplast (médical)